# Site archéologique de Rudna Glava
Le site archéologique de Rudna Glava (en serbe cyrillique : Археолошки локалитет Рудна Глава ; en serbe latin : Arheološki lokalitet Rudna Glava) est situé sur le territoire du village de Rudna Glava, près de Majdanpek, en Serbie. Cet ancien site minier remonte au Chalcolithique et à l'Antiquité. En raison de son importance, il figure sur la liste des sites archéologiques d'importance exceptionnelle de la république de Serbie.

## Présentation
Le site de Rudna Glava est situé dans une zone montagneuse dominant les Portes de fer, nom donné aux gorges de Đerdap, un défilé situé sur le cours du Danube. Le site appartient à la culture de Vinča, une culture archéologique qui s'est développée dans les Balkans entre 6 000 et 3 000 av. J.C., et il constitue l'un des premiers centres miniers consacrés à la métallurgie du cuivre dans le sud de l'Europe. Les premières fouilles du site ont été réalisées entre 1969 et 1979.